# Иваки
Иваки (јап. いわき市) град је у Јапану у префектури Фукушима. Према попису становништва из 2005. у граду је живело 354.403 становника.

## Становништво
Према подацима са пописа, у граду је 2005. године живело 354.403 становника.
| 1995.   | 2000.   | 2005.   |
| ------- | ------- | ------- |
| 360.598 | 360.138 | 354.403 |